# نینجا: سایه یک قطره اشک
نینجا: سایه یک قطره اشک (به انگلیسی: Ninja: Shadow of a Tear) (همچنین شناخته شده با عنوان نینجا ۲) یک فیلم رزمی آمریکایی به کارگردانی آیزاک فلورنتین با بازی اسکات ادکینز، کین کوسوگی، میکا هیجی و شون سوگاتا است. این فیلم دنباله فیلم نینجا (۲۰۰۹) محسوب می‌شود که در بانکوک فیلمبرداری شد. این فیلم در ۳۱ دسامبر ۲۰۱۳ به صورت فیلم ویدئویی منتشر شد.
.

## داستان
کیسی، استاد نینجیتسو، زمانی که همسر باردارش به قتل می رسد، برای انتقام برگشته است.

## تولید
در نوامبر ۲۰۱۲، Nu Image و Millennium Films اعلام کردند که نینجا ۲ در حال تولید است و آیزاک فلورنتین به صندلی کارگردانی بازگشت. آکیهیرو "یوجی" نوگوچی، طراح مبارزه، با هنرمند رزمی چینی-سوئدی، تیم من جایگزین شد.
فیلمبرداری در بانکوک، تایلند، در فوریه ۲۰۱۳ به پایان رسید. در جولای ۲۰۱۳، ادکینز در صفحه فیس بوک خود فاش کرد که این فیلم رسماً با عنوان Ninja: Shadow of a Tear نامگذاری شده است.